# گلندالو
گلندالو (به لاتین: Glendalough) یک صومعه و دره نعل اسبی در جمهوری ایرلند است که در شهرستان ویکلو واقع شده‌است.